# Спекулятивная эволюция
Спекулятивная эволюция или Спекулятивная биология — это жанр спекулятивной фантастики и направление художественного творчества, уделяющее основное внимание гипотетическим сценариям эволюции жизни. Работы по спекулятивной биологии могут обращаться к различным аспектам биологии, не ограничиваясь только процессом эволюции. Ксенобиологическое направление описывает полностью вымышленные виды, которые эволюционировали на планете, отличной от Земли, в специфических условиях инопланетной среды обитания. Иные направления спекулятивной биологии обращаются к земным формам жизни, описывая, например, альтернативную историю эволюции земной жизни, или же гипотетические сценарии эволюции жизни в будущем. Спекулятивная биология часто считается твёрдой научной фантастикой, поскольку в её основе лежит наука, в частности, биология. Ксенобиологическое направление спекулятивной биологии обращается также к химии, когда авторы пытаются исследовать возможность появления жизни на иной химической основе, отличной от углеродной с водой в качестве растворителя. Примерами такого рода являются гипотезы кремнийорганической жизни, жизни на основе серы, жизни на основе жидкого аммиака в качестве растворителя и других вариантов альтернативной биохимии.

## Основные признаки жанра
1. Основная тема произведения связана с биологией и эволюцией. Данный признак отделяет спекулятивную биологию от фантастических произведений, где вымышленные миры служат лишь фоном для развития сюжета, не связанного с биологией[источник не указан 1218 дней].
2. Существа, о которых идёт речь — вымышленные. Это могут быть явно сказочные и иные вымышленные существа (например, русалки или драконы, а также носоходки), представители эволюционных линий, не оставивших след в палеонтологической летописи, и потому неизвестные науке (например, антарктические динозавры), результат альтернативной эволюции (динозавры кайнозойской эры, разумный динозавроид) или живые существа будущего, чаще всего Земли после вымирания человечества. Применительно к реальным живым организмам, обитавшим на Земле в прошлом, речь идёт об особенностях, которые не оставляют следов в ископаемом состоянии и потому не подтверждены наукой (поведение, окраска, мягкие ткани)[источник не указан 1218 дней].
3. Подход к описанию этих существ — строго научный, в максимальной степени обращающийся к современным знаниям биологии и смежных дисциплин. Конструирование вымышленных существ в данном случае осуществляется исходя из физиологических возможностей организма, а выбор предка для живых организмов будущего происходит на основании оценок тенденций эволюции современных живых организмов[источник не указан 1218 дней].

Мы знаем, что горстка законов, описанная выше, будет действовать на этих экзопланетах точно так же, как на Земле. Это позволит нам определить свойства форм жизни на этих экзопланетах, но одновременно ограничит наше воображение. Вымышленный летающий дракон, о котором мы говорили выше, например, всё так же должен работать в соответствии с законами движения Ньютона, как бы экзотично он ни выглядел. Иными словами, будет разрешено существование только тех форм жизни, которые соответствуют известным законам. (We know that the handful of laws outlined above will operate on those exoplanets just as they do on Earth. This will allow us to deduce properties of life forms on those exoplanets and will, at the same time, put constraints on our imagination. The fictional flying dragon we discussed above, for example, still has to operate according to Newton’s laws of motion, no matter how exotic it looks. Only those forms of life consistent with the known laws, in other words, will be allowed.)
По тематическому охвату работы в области спекулятивной эволюции классифицируются следующим образом.
- мягкая спекулятивная биология — поверхностное исследование проблемы, уделяющее основное внимание концепции;
- строгая спекулятивная биология — глубокое исследование проблемы или использование данных для создания собственного мира;
- земная спекулятивная биология — обращается к организмам земного происхождения, существующим в настоящее время;
- палео-спекулятивная биология — связанная с организмами из геологического прошлого Земли;
- спекулятивная микробиология — имеет отношение к микроскопическим организмам, в том числе одноклеточным и вирусам;
- инопланетная спекулятивная биология — основной темой являются анатомия, биология и эволюция инопланетных организмов;
- планетарная спекулятивная биология — объектом являются целые планеты с их уникальными особенностями;
- вселенская спекулятивная биология — конструирование иной вселенной с её специфической физикой;
- мифологическая спекулятивная биология — связанная с криптидами, мифологией и жанром фэнтези;
- экологическая спекулятивная биология — уделяет основное внимание окружающей среде, ландшафтам и описаниям местностей.

По временному охвату работы классифицируются следующим образом:
- Синхронические — рассматривают один исторический момент;
- Диахронические — рассматривают историческое развитие изображаемого мира.

## История

### Ранние работы
Бестиарии Средневековья можно считать своего рода прообразом современных работ по спекулятивной биологии. Описания реальных животных, обрастая фантастическими деталями биологии, постепенно отделялись от своих реальных прообразов, начиная жить собственной жизнью. В некоторых случаях в бестиарии также попадали заведомо фантастические существа, описания которых давались наравне с описаниями реальных животных.  Своеобразным «наследием» этого этапа накопления спекулятивно-биологических идей являются сказочные существа, к биологии которых обращается спекулятивная биология - русалки, драконы, кентавры и другие.

Появление первых идей, которые возможно отнести к жанру спекулятивной эволюции, началось после признания научным сообществом теории эволюции Ч. Дарвина (1859). На ранних этапах развития спекулятивно-эволюционных идей отдельных больших произведений данной тематики не было, и авторы включали в канву произведений лишь отдельные элементы, присущие данному жанру. Роман Герберта Уэллса «Машина времени» (1895) включается в историю спекулятивной биологии главным образом в западных первоисточниках; здесь фоном для повествования является историческое изменение органического мира Земли, в том числе человеческого вида, в будущем. Статья Г. Уэллса «Существа, которые живут на Марсе», опубликованная в журнале „Cosmopolitan“ (1908 г.), полностью посвящена рассуждениям о возможном облике животных, предположительно обитающих на Марсе, исходя из известных на тот момент данных о природных условиях планеты. При описании разумных марсиан автор отошёл от образа, выведенного в романе «Война миров» (1897): в статье разумные марсиане изображены как крылатые человекоподобные существа хрупкого телосложения. Более ранняя статья «Человек миллионного года» (1893) изображает предполагаемый облик человека будущего как существа хрупкого телосложения с крупным мозгом, утраченными волосами и зубами, редуцированными челюстями и пищеварительной системой. К ней автор обращается в романе «Война миров», рассуждая об облике марсиан и будущей эволюции человека:
Любопытно, что один писатель, склонный к лженаучным умозрительным построениям, еще задолго до нашествия марсиан предсказал человеку будущего как раз то строение, какое оказалось у них. Его предсказание, если не ошибаюсь, появилось в 1893 году в ноябрьском или декабрьском номере давно уже прекратившего существование «Пэл-Мэл баджит». Я припоминаю карикатуру на эту тему, помещенную в известном юмористическом журнале домарсианской эпохи «Панч». Автор статьи доказывал, излагая свою мысль в веселом, шутливом тоне, что развитие механических приспособлений должно в конце концов задержать развитие человеческого тела, а химическая пища ликвидирует пищеварение; он утверждал, что волосы, нос, зубы, уши, подбородок постепенно потеряют свое значение для человека и естественный отбор в течение грядущих веков их уничтожит. Будет развиваться один только мозг. Еще одна часть тела переживет остальные – это рука, «учитель и слуга мозга». Все части тела будут атрофироваться, руки же будут все более и более развиваться. 
Ранние этапы развития палеонтологии и теории эволюции частично обращаются к спекулятивной биологии, когда речь идёт о так называемых «недостающих звеньях», переходных формах между различными таксонами. Относительно небольшое количество палеонтологических находок заставляло специалистов реконструировать гипотетические переходные формы, которые в свете более подробной информации об эволюции различных групп живых организмов оказывались неправильными и не имеющими аналогов в реальном мире, фактически подходя под признаки, характеризующие объекты спекулятивной биологии. Таковы, например, гипотетический Pithecanthropus alalus Эрнста Геккеля и проавис Уильяма Пайкрафта.
«Последние и первые люди. История близлежащего и далёкого будущего» (1930) - масштабная работа Олафа Стэплдона, в которой автор делится видением человеческой эволюции в будущем, как на Земле, так и на других планетах. С точки зрения современной биологии описания мутаций и эволюционных ходов могут показаться нереалистичными, но книга отражает представления об изменчивости живых организмов того времени. Описаны эволюция человека на Земле, колонизация и терраформирование других планет Солнечной системы, и угасание человеческой расы в эпоху конца цикла существования Солнца как звезды.
«Параллельная ботаника» (итал. „La botanica parallela“) (1977) - книга Лео Лионни, рассказывающая о вымышленном мире «параллельных растений», существующих на Земле, но нарушающих своим существованием законы природы или каким-то образом перекликающихся с культурой и творчеством человека. Своим содержанием книга несколько напоминает такие произведения, как «Кодекс Серафини» и рукопись Войнича.
«Формы и жизнь ринограденций» (Герольф Штайнер (Харальд Штюмпке), 1957) - является первым примером работы «чистой» спекулятивно-биологической тематики, хотя изложена в заведомо шуточной форме. Она посвящена описанию вымышленной группы млекопитающих - носоходок или ринограденций, передвигающихся при помощи различным образом видоизменённых носов. В книге изложены классификация этих животных, приводятся описания основных видов и их образа жизни, а также описана природа архипелага, на котором они обитали.
Разумный динозавроид представляет собой один из популярных мотивов спекулятивной биологии. Идея берёт своё начало в 1981-82 гг., когда в процессе работы над скульптурной реконструкцией внешнего облика динозавра стенонихозавра  Stenonychosaurus inequalis палеонтолог Дейл Расселл и таксидермист Рон Сегуин из Национального музея естествознания (Канада) заметили, что данное животное обладает значительным размером мозга по отношению к весу тела. Предположив возможность дальнейшей эволюции мелких динозавров-теропод в сторону увеличения размеров мозга, они создали модель гипотетического разумного потомка этих динозавров – так называемого «динозавроида». В настоящее время данная модель подвергается критике со стороны специалистов по наземным позвоночным за излишнее человекоподобие, и предложены иные модели разумных «динозавроидов», более птицеподобного облика. Однако исходная модель, созданная Расселлом и Сегуином, сохраняет значительную популярность в современной массовой культуре, став прообразом т. н. «рептилоидов».

### Советские работы
В СССР работы, посвящённые исключительно спекулятивной биологии, не издавались, однако элементы спекулятивной биологии можно встретить в творчестве известных советских учёных. К. Э. Циолковский в очерке «Биология карликов и великанов» описывает особенности биологии вымышленных великанов, карликов и лилипутов, основываясь на механике и законе квадрата-куба.
Примечательным этапом развития спекулятивной биологии в СССР является работа астронома Г. А. Тихова по изучению «открытой» им растительной жизни на Марсе. Изменения оптических свойств поверхности Марса при наблюдении в телескоп через цветные светофильтры было интерпретировано Тиховым как сезонные изменения в жизни марсианской растительности. Исходя из знаний начала и середины XX века о природных условиях на поверхности Марса, Тихов с коллегами изучал оптические свойства земных растений, обитающих в экстремальных условиях (горы, пустыни), и полученные данные укрепили его в убеждении о существовании марсианской растительности. В фильме «Марс» П. Клушанцева показано представление об облике марсианской растительности от известных учёных середины XX века, в том числе Г. А. Тихова и К. А. Любарского. На основании наблюдений Венеры в телескоп и анализа закономерностей изменения окраски земных растений в соответствующих условиях Тихов пришёл к выводу о том, что растительность Венеры должна иметь красный цвет листвы (данная идея отражена в советском научно-фантастическом фильме «Планета бурь»). В дальнейшем экспедиции космических аппаратов к Марсу дали более точные данные о природных условиях Марса и показали ошибочность представлений Тихова. Невозможность существования «марсианских растений» формально перевела их исследования в разряд спекулятивной биологии, хотя изначально существование марсианской растительности воспринималось как реальность и их возможные особенности изучались на научной основе. Выводы и результаты исследований Г. А. Тихова послужили фундаментом для новой отрасли науки - астробиологии.

### Современные работы
Современный этап развития спекулятивной эволюции в чистом виде обычно отсчитывается от публикации книги Дугала Диксона «После человека: Зоология будущего» (1981), в которой описаны разнообразные биотопы Земли через 50 миллионов лет после нашего времени. Британский зоолог Даррен Нэйш сказал об этой книге следующее:
Значение [книги] «После человека...» состоит в том, что она была, по сути, первым крупномасштабным спекулятивным проектом, который включал множество видов - буквально целый мир этих видов. (The significance of After Man is that it was essentially the first grand, large-scale speculative project that involved numerous species – a whole world of species, literally.)
Книга выдержала большое количество переизданий за рубежом, в России издана в бумажном варианте в 2017 году. Работы Диксона, как и большинство подобных работ, последовавших за ними, были созданы с учетом реальных биологических принципов и были направлены на исследование реальных жизненных процессов, таких как эволюция и изменение климата, с помощью вымышленных примеров. В книге описаны география и природные зоны мира через 50 миллионов лет, среди фауны основное внимание уделено млекопитающим и птицам.
«Новые динозавры: Альтернативная эволюция» (1988) - вторая книга Д. Диксона, положившая начало крупному направлению спекулятивной эволюции - идее об альтернативных путях развития отдельной ветви реальной группы живых существ прошлого.
«Человек после человека: Антропология будущего» (1990) - третья книга Д. Диксона по теме спекулятивной эволюции, обращающаяся к эволюции в будущем всего лишь одного биологического вида - человека разумного. Диксон многое изменил по сравнению с первоначальным вариантом и больше не хотел бы возвращаться к этой теме.
«Эволюция будущего» (Питер Уорд, 2001) - попытка научного обоснования возможных шагов эволюции в будущем. Автор анализирует общие черты явлений массового вымирания, особенности вымирающих и выживающих видов, характер эволюционных процессов после стабилизации условий после события массового вымирания, и на основании этих данных строит прогнозы относительно лидеров и аутсайдеров эволюционного процесса. В книге автор неоднократно обращается к книгам «После человека...» Д. Диксона и «Машина времени» Г. Уэллса.

## Практическое использование
В течение последних десятилетий неоднократно отмечалось и обсуждалось возможное использование спекулятивной эволюции в качестве образовательного и научного инструмента. Спекулятивная эволюция может быть полезна при изучении и демонстрации закономерностей, существующих в настоящем и прошлом. Экстраполируя прошлые тенденции на будущее, ученые могут исследовать и предсказывать наиболее вероятные сценарии того, как определенные организмы и экосистемы могут реагировать на экологические изменения. В некоторых случаях биологи или палеонтологи обнаруживали реальные аналоги существ, впервые придуманных в рамках спекулятивной эволюции:
- фильтрующие радиодонты из книги 2012 года All Yesterdays предвосхитили находку Tamisiocaris, для которого в 2014 году был доказан фильтрующий тип питания;
- карликовые островные динозавры, теплоизолирующий покров у динозавров, мелкие лазающие древесные динозавры, перепонки для планирования у мелких динозавров, птерозавр с длинным клювом, как у киви - описаны в книге «Новые динозавры» Д. Диксона.[16]

Книга Д. Нэйша, Дж. Конвея и С. М. Косемена «Все минувшие дни» обращается к такой проблеме научной реконструкции доисторических организмов, как корректное и реалистичное восстановление неизвестных особенностей реальных ископаемых живых организмов - мягких тканей (воздушные пузыри, складки кожи, жировые отложения), покровов тела (сезонная, брачная и криптическая окраска, сигнальные пятна, перьевой/волосяной покров) и поведения.
Некоторые из идей Дугала [Диксона] выглядят пророческими и разумными в свете позднее полученных знаний. Повадки водного животного у приматов, наземные летучие мыши и мысль о том, что грызуны и врановые птицы могли бы дать начало специализированным хищникам, вполне соотносятся с открытиями последнего времени. (Some of Dougal’s ideas seem prophetic and reasonable in view of more recently acquired knowledge. Aquatic habits in primates, terrestrial bats and the idea that rodents and corvids might be able to give rise to specialised predators are all in accord with recent discoveries).
Инструмент для создания более реалистичного вымышленного мира в кинематографе и литературе: применяя знания об эволюционных процессах и явлениях, авторы вымышленных миров могут добиваться большей реалистичности своих произведений. 
«Аватар» - это спекулятивная зоология от начала и до конца, и в производстве находится ещё целая серия сиквелов, и это явно означает, что франшиза будет постоянно на плаву, как минимум, все 2020-е годы. (Avatar is all about Speculative Zoology – and there are a whole series of sequels in production, apparently meaning the franchise will be a constant presence into the 2020s at least). 
Использование в учебном процессе. Поскольку спекулятивная биология по определению основана на реальных биологических явлениях и процессах применительно к вымышленным организмам, она может использоваться как средство, позволяющее уделять больше внимания сути самого явления, не «привязывая» его понимание к немногим устоявшимся примерам реальных живых организмов. 
Я полностью согласен с Дугалом [Диксоном] в том, что эти проекты можно использовать, чтобы иллюстрировать реальные процессы через вымышленные примеры. Можно утверждать, что люди, читающие об этих вымышленных существах, могут узнать при их помощи о тенденциях, процессах или событиях, которые действительно определяли (или определяют в настоящее время) облик живых существ. (I certainly agree with Dougal that these projects can be used to illustrate actual processes via the use of fictional examples. An argument could be made that people reading about these speculative creatures could learn from them about trends, processes or events that really have (or do) shape living things).
Примером изучения принципов кладистического анализа может служить работа по построению генеалогии широко известных драконов из игры „Dungeons & Dragons“. Сходный пример представляют собой каминалькулюсы - вымышленная группа живых существ, придуманная для занятий по таксономии. Аналогичным образом используются вымышленные инопланетные существа из вселенной «Звёздных войн». Также сама идея эволюции жизни в будущем становится стимулом для творческой активности учащихся в школах, позволяя им в процессе создания проекта знакомиться с идеей эволюции органического мира.

## Жанры и направления

### Инопланетная жизнь
Группа спекулятивно-биологических проектов, в которых главной темой является облик жизни на другой планете, отличной от Земли. Данные проекты предполагают значительную свободу творчества, поскольку тема предоставляет возможность выбора природных условий экзопланеты, плана строения предковых форм жизни, и даже определённую свободу в выборе биохимических особенностей жизни. Главным условием проекта является соответствие построенного мира основным законам физики и химии, а в случае конкретной экзопланеты — информации о её природных условиях, полученной научными методами. К проблеме жизни в экзотических условиях экзопланеты периодически обращаются специалисты: Карл Саган и Э. Э. Солпитер опубликовали статью о возможном облике гипотетических живых организмов в атмосфере планеты-газового гиганта. 
Ваш воображаемый мир может быть сколь угодно странным, однако, если он не противоречит законам физики и химии, нечто подобное, вероятно, действительно существует – с учётом огромного количества планет в галактике. (No matter how strange your imagined world is, as long as it satisfies the laws of physics and chemistry, something like it probably does exist out there, given the huge number of planets in the galaxy.)
Художественные произведения, в которых описаны жители разных планет, появляются уже в античности, однако подход к описанию условий жизни на этих планетах умозрителен из-за отсутствия точных данных о природных условиях планет, и потому они не могут быть примером произведений жанра спекулятивной эволюции. Первая работа по теме с научным обоснованием, соответствующая критериям спекулятивно-эволюционного подхода — «Существа, которые живут на Марсе» Г. Дж. Уэллса (1908). В России в XX веке к вопросам возможного облика инопланетной жизни обращались К. Э. Циолковский, Г. А. Тихов и другие исследователи, однако полноценных произведений, посвящённых исключительно облику инопланетной жизни, не выпускалось.

#### Книги
- «Экспедиция. Письменный и художественный отчёт о путешествии на Дарвин IV в 2358 году н. э.» (1990) — книга Уэйна Дугласа Барлоу, образец произведений такого рода. Сюжетной канвой книги служит вымышленная совместная экспедиция людей и инопланетной расы Има на планету Дарвин IV, обращающуюся вокруг двойной звезды. В книге описаны основные природные зоны планеты и характерные для них формы жизни, главным образом животные. По мотивам книги снят научно-фантастический фильм «Чужая планета» (2005).
- «The Wildlife of „Star Wars“. A Field Guide» («Живой мир «Звёздных войн». Полевой путеводитель») (2001) — подробное иллюстрированное описание природы планет из вселенной фильма «Звёздные войны» с точки зрения биологии, с особым акцентом на биологических особенностях существ и экосистемах планет.
- «Greenworld» («Зелёный мир») — неизвестная широкой публике книга Д. Диксона[25], в настоящее время изданная только в Японии (2010). Описана инопланетная биосфера вымышленной планеты Аскарис II, в которой предком наземных аналогов позвоночных было существо с трёхлучевой симметрией. Сюжетом книги является взаимодействие земных колонистов с живой природой планеты, приводящее к оскудению биосферы и вымиранию значительной части местной фауны.

#### Художественные фильмы
- «Инопланетные миры» (Alien worlds) (2020) — научно-фантастический сериал из 4 серий, показанный на канале Netflix, рассказывает о возможном облике жизни на 4 экзопланетах с различными природными условиями.

#### Интернет-проекты
- «Снайад» (Snajad) — проект С. М. Косемена (Немо Рамджета), посвящённый описанию жизни на землеподобной планете, освоенной земными колонистами. Крупные аналоги наземных позвоночных происходят от предка, напоминающего иглокожих, и их мускулатура имеет гидравлический механизм движения.[26]
- «Фураха» (Furaha) — проект  Герта ван Дейка, описывающий жизнь на планете, вращающейся вокруг звезды Ню Феникса. Проект примечателен научным подходом к разработке облика и локомоции обитателей этого мира.[27]
- «Амбарра» — проект, посвящённый небольшому региону далёкой планеты, её экосистемам и возникшей среди них цивилизации. Местные позвоночные внешне напоминают земных амфибий или рептилий, но имеют совершенно иное внутреннее строение, и по-разному используют одинаковый для всех набор органов. Также там обитают живые корабли, аналоги насекомых с колониальным строением организма, различные творения предыдущей цивилизации, а из неведомых соседних регионов иногда приходят ещё более странные существа.[28]

### Засеянные миры
Направление спекулятивной биологии, близкое к предыдущему, в котором фантастическим допущением является место действия – терраформированная (людьми или инопланетянами) планета. Суть проектов такого рода – произвольно выбранный автором предок или ограниченная группа предков (виды животных и растений земного происхождения) попадает в условия отсутствия или минимума конкурентов на терраформированной планете и в процессе адаптивной радиации осваивает различные экологические ниши и эволюционирует, образуя полноценные многовидовые экосистемы. При этом данный предковый вид демонстрирует максимально широкий спектр адаптаций по сравнению с доступным на Земле. Примерами могут быть проекты «Серина», в котором единственным предковым видом наземных позвоночных на терраформированной планете является домашняя канарейка, и «Хомячий рай», показывающий реализацию эволюционного потенциала китайских хомячков на терраформированной планете.

### Альтернативная эволюция
Направление спекулятивной биологии, посвящённое описанию возможной эволюции тех или иных групп живых организмов при условии альтернативного развития событий в окружающем мире — при условии, что реальный ход событий уже известен. Наиболее популярной темой в данном случае является отсутствие события мел-палеогенового вымирания и облик Земли в настоящее время при условии выживания динозавров, впервые затронутая в книге «Новые динозавры: Альтернативная эволюция» (1988).
- «Spec» (Speculative Dinosaur Project, (рус.) Рассказ о современных динозаврах) — онлайн-проект начала 2000-х годов, посвящённый описанию фауны и флоры «параллельной Земли» (мира Spec), где не произошло мел-палеогенового вымирания. В данном проекте основное внимание уделено динозаврам и их потомкам, птицам, однако достаточно подробно описаны млекопитающие, есть очерки о не-динозавровых рептилиях мира Спек (черепахи, чешуйчатые и пр.), о рыбах, беспозвоночных и растениях. Проект богато иллюстрирован, в настоящее время не развивается, но сохранён и переведён на русский язык.[31]
- «Сквамозой» (Squamozoic) — онлайн-проект, существующий в настоящее время в виде разрозненных очерков на разных ресурсах. Согласно предположению, лежащему в его основе, после мел-палеогенового вымирания динозавров доминирующей группой сухопутных и вторичноводных позвоночных являются чешуйчатые рептилии (Squamata). Их представители претерпели обширную адаптивную радиацию и смогли выйти в крупноразмерный класс, дав начало новой рептильной мегафауне в эпоху, соответствующую кайнозою.[32][33][34]

### Эволюция будущего
Направление спекулятивной биологии, основанное на анализе тенденций эволюции той или иной группы живых организмов с учётом знания об общих эмпирических принципах эволюции (закон Долло, правило Аллена, и т. д.), и построение гипотетического сценария эволюции данной группы в будущем. Отдельные элементы встречаются в научно-фантастической литературе, полноценное начало направлению дала книга «После человека: Зоология будущего».
- «Дикий мир будущего» (The Future is Wild) — проект 2002 года, включающий книгу и 13-серийный научно-популярный фильм, созданный с использованием компьютерной графики, а также детский анимационный сериал. Проект рассказывает о возможном облике флоры и фауны Земли через 5, 100 и 200 миллионов лет, показывая 4 характерных природных сообщества каждого периода. Фильм демонстрировался на телеканале “Animal Planet”, книга вышла в разных странах мира, в том числе в России.
- «Антарктические хроники» (Antarctic Chronicles) — проект, рассказывающий о постепенном развитии флоры и фауны Антарктиды, освобождающейся от ледяного покрова в будущем.[35]
- «Метазоика» (Metazoica) — проект, основанный на книге Д. Диксона «После человека...» и посвящённый главным образом эволюции млекопитающих.[36]
- «Путешествие в неоцен» — русскоязычный сетевой проект Павла Волкова , посвящённый эволюции биосферы ( в частности животных и растений ) через 25 мл. л.

### Эволюция человека в будущем
Основная тема произведений данной тематики — вероятные сценарии эволюции человека как биологического вида в будущем. Проблему эволюции человека в будущем можно выделить в отдельную категорию, поскольку она связана с дальнейшей эволюцией разума и в значительной степени затрагивает философские понятия - например, свободу воли.
- «Человек миллионного года» (Г. Дж. Уэллс, 1893) - где автор высказал предположение, что спустя тысячи лет человечество эволюционирует в расу тощих серокожих существ с большими головами.
- «Последние и первые люди. История близлежащего и далёкого будущего» (Олаф Стэплдон, 1930) -  одна из самых масштабных историй будущего.
- «Человек после человека: Антропология будущего» (Дугал Диксон, 1990) - посвящённая сначала истории появления и развития человека как вида, а затем изложению авторской гипотезы о дальнейшей его эволюции на протяжении от 200 до 5 миллионов лет от нашего времени.
- «Все грядущие дни» (All Tomorrows) (С. М. Косемен под псевдонимом Немо Рамджет, 2006) - по сюжету книги, в эволюцию человека вмешивается высокоразвитая инопланетная цивилизация, которая с помощью генной инженерии превращает потомков людей в различные экзотические формы, многие из которых неразумны. В книге рассказывается о дальнейшей эволюции этих новых видов людей, о том как они либо вымирают, либо восстанавливают разум и эволюционируют в совершенно разные формы.

### Генно-модифицированная и искусственная жизнь
Пока таких проектов нет, есть лишь отдельные элементы в различных проектах и книгах. Искусственные генетические изменения человека являются одной из составляющих сюжета книг «Человек после человека: Антропология будущего» и «Все грядущие дни», где расширяют спектр экологических ниш, доступных потомкам человека, за счёт изменения плана строения тела и снятия ограничений, накладываемых особенностями физиологии.

### Альтернативные варианты функционирования организма
В некоторых случаях спекулятивно-биологический проект демонстрирует подход на уровне отдельных анатомо-физиологических особенностей организма. В целях придания проекту реалистичности, авторами могут разрабатываться биологически достоверные механизмы гипотетических явлений в органическом мире, которые не встречаются в природе Земли.
- ходьба на нечётном количестве конечностей — упоминается в книге И. Ефремова «Час Быка», где описан принадлежащий героям книги 9-ногий робот СДФ, также в книге Г. Дж. Уэллса «Война миров» — боевые треножники марсиан;
- передвижение кувырканием (цернуация) — встречается в проекте «Дикий мир будущего» как способ передвижения наземного головоногого моллюска кальмоббона;[37]
- передвижение на одной ноге. Встречается в книге «Экспедиция» У. Барлоу, где описан обитающий на планете Дарвин IV класс монопедалий — животных, передвигающихся прыжками на одной ноге, и в проекте «Дикий мир будущего», где показан пустынный прыгунчик — скачущий потомок улитки;[38][39]
- пригодность щупальцев для ходьбы по суше; один из вариантов предложен в проекте «Дикий мир будущего», но подвергнут критике в блоге Герта ван Дейка;[40]
- план строения тела и способы передвижения радиально-симметричных животных – ходьба и полёт. Радиально-симметричные летающие существа показаны в фильме «Аурелия и Голубая луна»;
- парящие животные легче воздуха. Такого рода животные также описаны в книгах «Экспедиция» и «Живой мир „Звёздных войн“»;[41]
- эхолокация как полноценная альтернатива зрению. Популярный мотив в спекулятивной биологии, чаще приписываемый инопланетным существам, например, в книге «Экспедиция», где вся фауна планеты Дарвин IV показана лишённой способности видеть и ориентирующейся при помощи эхолокации. Среди земных животных такую возможность допускает для рукокрылых Д. Диксон в книге «После человека...»;[42][43]
- биологически реалистичные механизмы огнеметания. Необходимость обсуждения этого явления возникает в двух случаях: (1) когда создаётся биологически достоверная модель дракона, способного жить и передвигаться в земных условиях; (2) в процессе обсуждения предлагаемой креационистами идеи, что реальные динозавры жили одновременно с людьми и были прообразами библейских драконов, а гребни на их черепе представляли собой приспособление для выдыхания огня.[44]
- Популярной темой в спекулятивной биологии является утрата рукокрылыми способности к полёту.[45][46] Впервые данный эволюционный шаг описан в книге Д. Диксона «После человека...», где описана фауна гипотетического острова Батавия, в которой доминируют нелетающие потомки летучих мышей — бегающие, лазающие и водоплавающие. Тема получила развитие в сериале «Портал юрского периода» („Primeval“), где героем части серий является т. н. «хищник будущего», потомок летучей мыши.[47] В настоящее время полностью нелетающие рукокрылые неизвестны, но новозеландские футлярокрылы способны активно передвигаться по земле и неохотно летают.
- По аналогии с данным предположением в книге Д. Диксона «Новые динозавры» было высказано предположение о возможности появления нелетающих птерозавров, получившее дальнейшее развитие в среде приверженцев жанра.[46]
- живорождение у птиц также является одной из тем, часто обсуждаемых в спекулятивно-биологических проектах. Многократный и сравнительно лёгкий переход к живорождению у чешуйчатых рептилий позволяет автором проектов предположить такую же возможность для птиц. Однако в настоящее время птицы демонстрируют большее видовое разнообразие, чем чешуйчатые рептилии, но ни один их вид не является живородящим, что позволяет говорить о существовании эволюционно непреодолимых физиологических препятствиях для живорождения у птиц. В книге Д. Диксона «После человека...» описаны два примера птиц такого рода — китообразный потомок пингвина вортекс и его мелкий родич дельпин. В романе Стивена Бакстера «Эволюция» упоминается похожая на кита постоянно-водная птица, являющаяся потомком галапагосского баклана.[46]